# Космос-2175
Космос-2175 — российский военный спутник серии Янтарь-4К2 (другое название — Кобальт). Был предназначен для фоторазведки. Является первым спутником, запущенным Россией после распада СССР. Отправлен в космос 21 января 1992 года с помощью ракеты-носителя Союз-У с космодрома Плесецк.
Это 63-й запущенный спутник серии Янтарь-4К. Космос-2175 успешно завершил свою работу 20 марта 1992 года, когда на землю вернулся отсек со специальной аппаратурой. Кроме того, в течение полёта от спутника отделились и были успешно доставлены на землю две специальные спускаемые капсулы с материалами разведки.